# Orchestra
Pour les articles homonymes, voir Orchestra (homonymie).

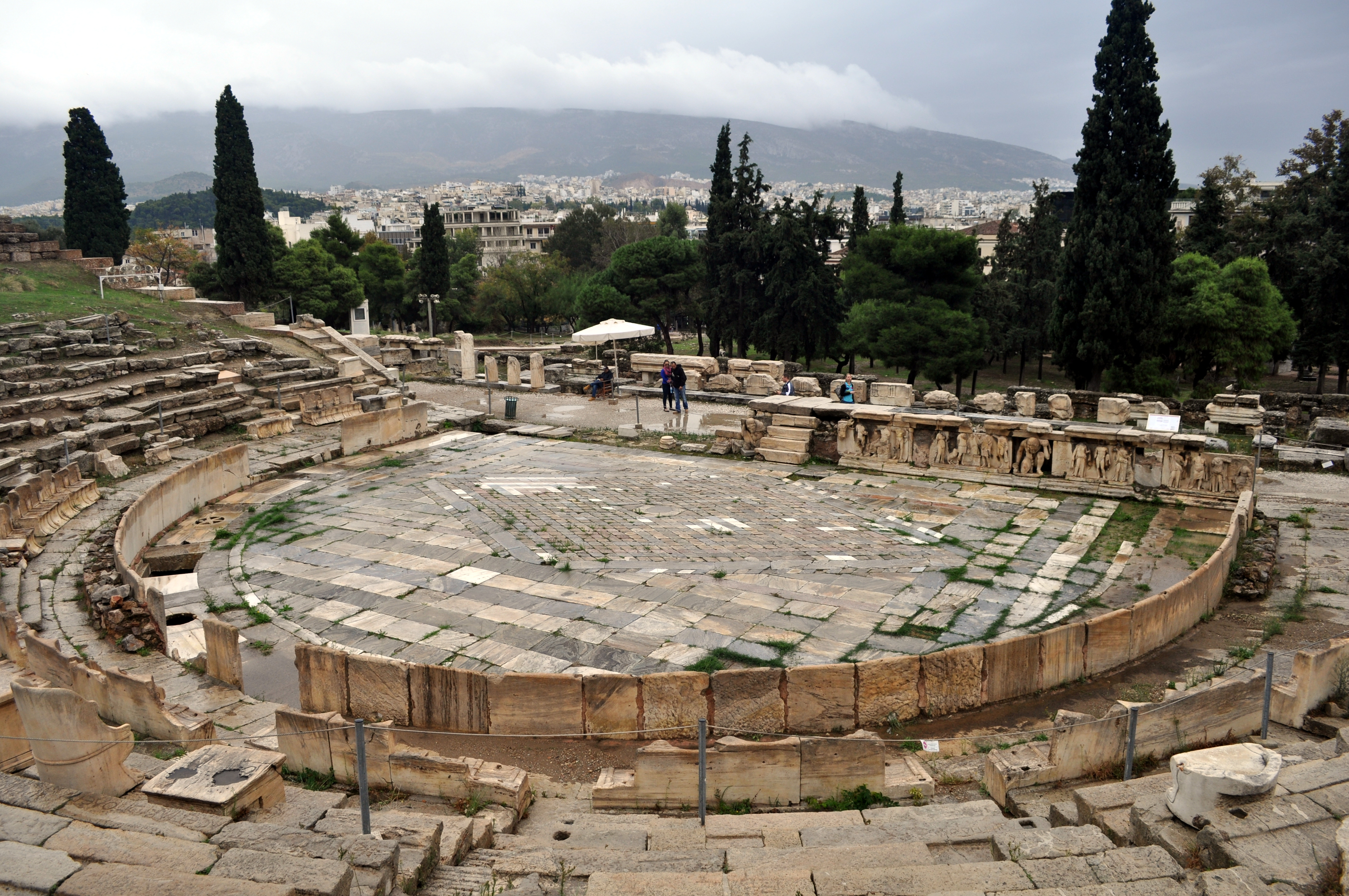
Orchestra et la du théâtre de Dionysos.

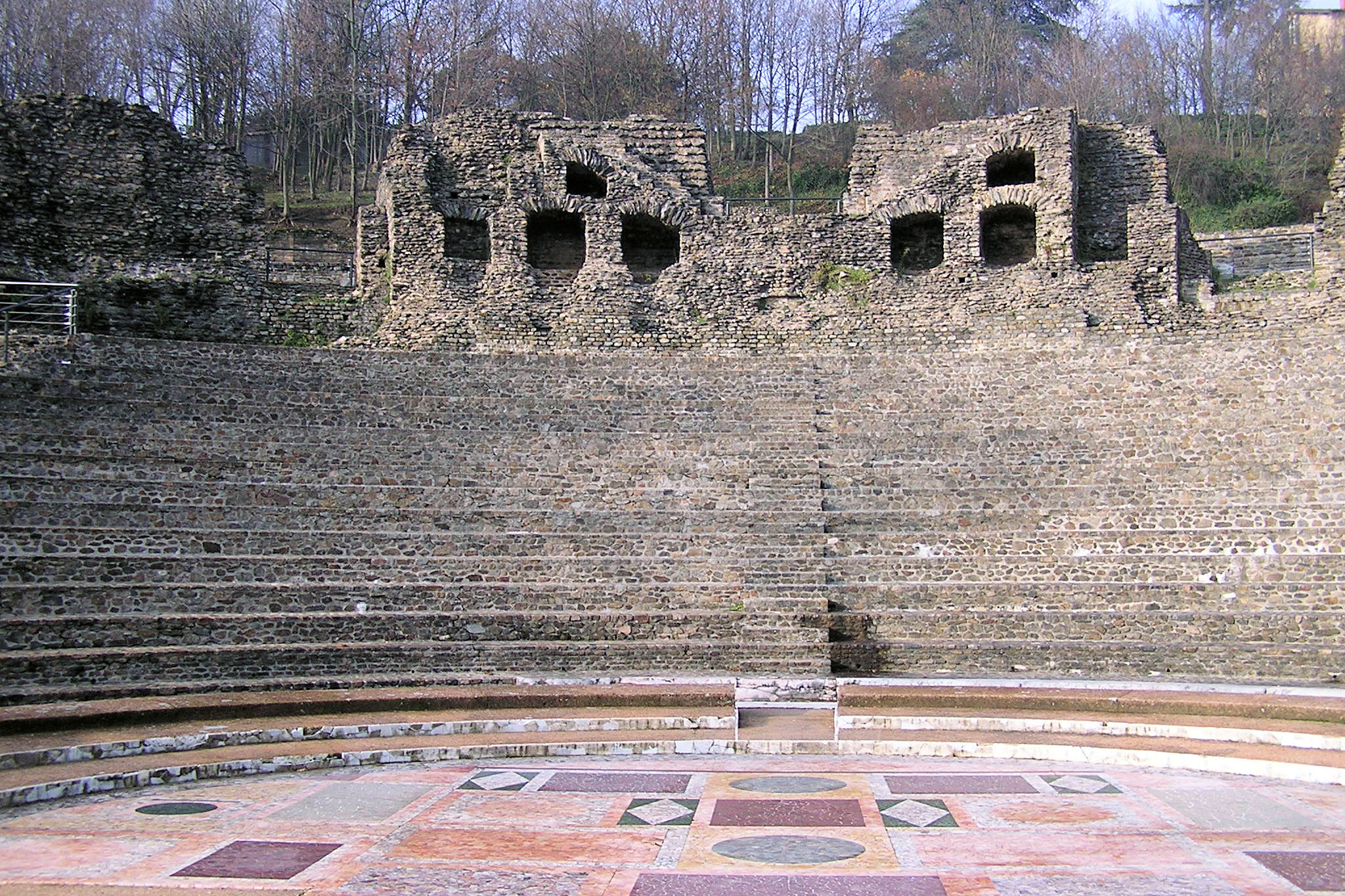
Odéon antique de Lyon, pavement décoratif de lorchestra, entouré d'une série de trois gradins bas.

L'orchestra (grec ancien ὀρχήστρα / orkhḗstra, « lieu où danse le chœur » désigne, en architecture, la partie du théâtre antique accueillant le chœur.

## Description
Anciennement nommée précisément choros (grec χορός / khorós), cette esplanade de terre battue était entourée de gradins de bois d'un côté et de la σκηνή / skēnḗ de l'autre. Comme de l'eau ruisselait des gradins, construits sur une pente naturelle, un petit canal d'évacuation des eaux de pluie séparait des gradins l’orchestra, parfois bombée. Le chœur accédait à l'espace de l’orchestra par deux couloirs latéraux découverts, appelés parodoi (grec πάροδοι / párodoi). L’orchestra était séparée des premiers gradins de la cavea par un parapet ou balteus et par une précinction basse.
L’orchestra, trapézoïdale ou rectangulaire, pouvait alors faire de 7 à 30 mètres de côté. L’orchestra prit au Ve siècle av. J.-C. une forme mi-rectangulaire, mi-circulaire. Il est probable que les metteurs en scène indiquaient à la craie sur l’orchestra leurs repères chorégraphiques. Le caniveau qui bordait l’orchestra, souvent couvert, était parfois majestueux. Souvent (comme dans le théâtre de Thorikós) figurait sur l’orchestra un petit temple consacré à Dionysos (θυμέλη / thumélē).
Dans les théâtres de Grande-Grèce, l’orchestra était souvent semi-circulaire, de dimension moindre qu'à l'origine (en ce qui concerne la piste de danse elle-même comme les parodoï). L'espace consacré à l’orchestra se restreignit parallèlement à l'apparition de bâtiments de skènè pittoresques et à l'importance moindre du rôle confié au chœur.
Dans les théâtres romains, l’orchestra, de forme semi-circulaire, ne sert plus aux représentations : les spectateurs de marque s'y asseyent simplement, séparés des autres spectateurs par un parapet, le balteus. L’orchestra est parfois à cette époque dallée de marbre ou luxueusement décorée d'un pavage en pierres colorées. Moyennant certains aménagements plus ou moins durables, elle sert parfois d'arène pour des spectacles de chasse ou des combats de gladiateurs, ou encore de bassin pour des ballets aquatiques.